# Ivan Vončina
Ivan Vončina (Novi Vinodolski, 23. listopada 1827. – Zagreb, 2. prosinca 1885.), hrvatski političar.
Suprug je sestre Dušana Kotura Milke. Vončina je zaslužan za "ukresivanje iskre hrvatske svijesti" u Koturu.
Završio je pravo u Zagrebu. Za vrijeme Bachova apsolutizma bio je načelnik u Karlovcu. Godine 1861. izabran je za prvoga podžupana Riječke županije. Godine 1868. dolazi u sukob s Mađarima i biva umirovljen. Bez većeg uspjeha pokreće oporbene listove Sviet, Novi pozor i Zatočnik. Zaslužan je za osnivanje Zemaljske obrtne škole u Zagrebu, Botaničkog vrta, Kemijskog laboratorija, Nautičke škole u Bakru i dr. 
Bio je dioničar Dioničke tiskare.

## Vanjske poveznice
- Ana Pajanović _ Billion Graves Headstone, Cemetery, and Grave Record _ Zagreb. Grob Ivana Vončine i Milke Vončine r. Kotur